# Barry Miller
Barry L. Miller (ur. 6 lutego 1958 w Los Angeles) – amerykański aktor teatralny i filmowy.

## Życiorys

### Wczesne lata
Urodził się w Los Angeles w rodzinie żydowskiej, jako syn aktora Sidneya Millera (ur. 22 października 1916, Shenandoah w Pensylwanii, zm. 10 stycznia 2004 w Los Angeles) i agentki artystycznej Iris Burton (z domu Burstein; ur. 4 września 1930 na Manhattanie, zm. 5 kwietnia 2008 w dzielnicy Los Angeles – Woodland Hills), która dla kina odkryła uzdolnione dzieci takie jak River Phoenix, Kirsten Dunst, Adam Rich czy Henry Thomas, a biegiem lat jej klientami byli: Mary-Kate i Ashley Olsen, Drew Barrymore, Tori Spelling, Fred Savage, Jerry O’Connell, Candace Cameron, Kirk Cameron, a także Summer Phoenix, Brittany Murphy, Joaquin Phoenix i Josh Hartnett. W 1967 roku, kiedy miał dziewięć lat, jego rodzice rozwiedli się. 14 grudnia 1967 jego ojciec ożenił się ponownie z aktorką Dorothy Green, z którą się rozwiódł 6 listopada 1984.
Uczęszczał do Bancroft Junior High School w Hollywood. W 1975 roku Barry ukończył Fairfax High School w Los Angeles.

### Kariera
Po raz pierwszy pojawił się na ekranie w wieku 16 lat w Menahema Golana Lepke (1975), gdzie zagrał młodego gangstera Louisa „Lepke” Buchaltera (jako dorosłego rolę przejął Tony Curtis). Jedną z jego najbardziej znanych ról filmowych jest Bobby C, który w depresji po pijanemu spada z wąskiego mostu Verrazano-Narrows po przypadkowym impregnowaniu dziewczyny w dramacie Johna Badhama Gorączka sobotniej nocy (1977).
W 1980 roku zadebiutował na Broadwayu, a pięć lat później zdobył Tony Award i Drama Desk Award za rolę Arnolda Epsteina w komedii Neila Simona Biloxi Blues (1985) z Williamem Sadlerem, Penelope Ann Miller i Matthew Broderickiem. W 1992 wystąpił na Broadwayu jako Benny w Crazy He Calls Me.
W serialu Ally McBeal (1998–1999) pojawił się jako Mark Henderson.

## Filmografia

### Filmy fabularne
- 1973: Brock's Last Case (TV)
- 1975: Lepke jako młody Louis Buchalter Lepke
- 1975: Adam-12 (TV) jako
- 1977: The Death of Richie
- 1977: Gorączka sobotniej nocy (Saturday Night Fever) jako Bobby C.
- 1979: Voices jako Raymond Rothman
- 1980: Sława (Fame) jako Ralph Garci/Raul Garcia
- 1981: Wybrańcy (The Chosen) jako Reuven Malter
- 1982: King of America (TV)
- 1985: Podróż Natty Gann (The Journey of Natty Gann) jako Parker
- 1985: Współlokatorka (The Roommate, TV)
- 1986: Peggy Sue wyszła za mąż (Peggy Sue Got Married) jako Richard Norvik
- 1987: Conspiracy: The Trial of the Chicago 8 (TV) jako Jerry Rubin
- 1987: Sycylijczyk (The Sicilian) jako dr Nattore
- 1988: Ostatnie kuszenie Chrystusa (The Last Temptation of Christ) jako Jeroboam I
- 1990: Podwójne śledztwo (Love at Large) jako Marty
- 1993: Ogóras (The Pickle) jako Ronnie Liebowitz
- 1994: Przygoda miłosna (Love Affair) jako Robert Crosley
- 1999: Bez skazy (Flawless) jako Leonard Wilcox
- 2004: Na skróty do szczęścia (Shortcut to Happiness) jako Mike Weiss

### Seriale TV
- 1971: Bill Cosby Show jako Harry
- 1973: The Waltons (Waltonowie) jako Craska
- 1974–1975: Shazam! jako Mike
- 19875: Ulice San Francisco jako Paul Binyon
- 1975–1976: Joe i synowie (Joe and Sons) jako Mark Vitale
- 1976: Isis (The Secrets of Isis) jako Charlie
- 1977: Kojak jako Billy
- 1977–1978: Szysznyk jako Fortwengler
- 1979: Wonder Woman jako Barney
- 1980: Having Babies (Julie Farr, M.D.) jako Obie
- 1982: American Playhouse jako Demos
- 1984: American Playhouse jako Henry Hub Palamountain
- 1986: Strefa mroku jako Ivan Povin
- 1990: Sprawiedliwi (Equal Justice) jako Pete `Briggs' Brigman
- 1994: Nowojorscy gliniarze (NYPD Blue)
- 1996: Niebieski Pacyfik jako Jerry Winters
- 1997: Kancelaria adwokacka (The Practice) jako Colson
- 1998: Ally McBeal jako Mark Henderson